# Équipe de Zambie féminine de handball
L'équipe de Zambie féminine de handball est la sélection nationale représentant la Zambie dans les compétitions internationales de handball féminin.
La sélection est éliminée en phase de groupes des Jeux africains de 2015 à Brazzaville.